# Forzat e Nderhyrjes se Shpejte
Forzat e Nderhyrjes se Shpejte signifie « Forces d'intervention rapide » ou « Force spéciale » en albanais. Il y a 12 unités FNSH à travers l'Albanie. Le pays est divisé en 14 districts appelés préfecture. Un groupe FNSH est assignée à 11 de ces préfectures. Celles de Peshkopia et Durrës n'ont pas de FNSH tandis que la ville d'Itana en a deux.